# Удзи (род)
У́дзи (яп. 氏) — разновидность общественно-политической родовой организации в древней Японии V—IX веков.

## История
Японская родовая организация удзи часто переводится как род или клан, однако не является синонимом этих понятий. В отличие от родовых организаций первобытного общества, японские роды сформировались вместе с усилением общественно-политической стратификации и возникновением японских государственных институтов.
Роды удзи состояли из членов удзибито (яп. 氏人), которых возглавлял глава рода — удзиноками (яп. 氏上). Титул и государственная должность последнего были преимущественно наследственными. Названия удзи часто происходили от местности, родины патриархов рода, или от должности или профессиональных качеств, которыми владели его члены.
Каждый род, а именно его руководящая верхушка, получали от окими, монарха древнего японского государства, так называемые кабанэ, которые были древнеяпонским аналогом титулов и должностей. Из-за этого глав и членов японских родов часто именовали в следующем порядке: название удзи, название кабанэ и имя. Например, Сога-но О-оми-но Ирука означало Ирука из рода (удзи) Сога, который имеет титул (кабанэ) О-оми.
В зависимости от титулованных родов удзи пребывали удзиносэн (яп. 氏賎). К удзиносэн принадлежали сельские или ремесленные общественные образования бэ, а также рабы нухи.
Все роды удзи имели своих богов-покровителей удзигами, от которых они вели свой родовод. Правом организации праздников в их честь владел только глава рода.
Отличием японских родов удзи от близкородственных родов или кланов было то, что их могли формировать люди, которые не имели общего происхождения или общих кровных уз. Такими известными удзи были Инбэ из региона Кинки и провинции Ава. Члены таких родов не были кровными родственниками, но имели общее родовое имя, пребывая в системе зависимостей и лояльностей внутри удзи.
С формированием в Японии системы правового государства рицурё в VIII веке, удзи постепенно трансформировался. С IX—X веков название удзи стало использоваться как приставка к фамилии человека, которая указывала на давность или знатность её происхождения.